# Azubuike Egwuekwe
Azubuike Emanuel Egwuekwe (sinh ngày 16 tháng 7 năm 1989) là một cầu thủ bóng đá người Nigeria thi đấu cho đội bóng Nam Phi SuperSport United, ở vị trí trung vệ.

## Sự nghiệp câu lạc bộ
Sinh ra ở Lafia, Egwuekwe từng thi đấu bóng đá cho Nasarawa United, Yerima Strikers, Warri Wolves, KuPS và SuperSport United.

## Sự nghiệp quốc tế
Anh ra mắt quốc tế cho Nigeria năm 2012, và từng thi đấu tại Vòng loại giải vô địch bóng đá thế giới. Anh được triệu tập vào Nigeria's 23-man tham dự Cúp bóng đá châu Phi 2013. Anh cũng được lựa chọn vào đội hình Nigeria tham dự Cúp Liên đoàn các châu lục 2013, và Giải vô địch bóng đá châu Phi 2014.